# 475
| [ Edytuj tabelę ]          |                                                      |
| Cesarz Bizancjum           | - 474 Zenon 491 - 475 Bazyliskus 476                 |
| Król Franków               | - 457 Childeryk I 481                                |
| Król Kentu                 | - 455 Hengest 488                                    |
| Patriarcha Konstantynopola | - 471 Akacjusz 488                                   |
| Władca Korei               | - 413 Changsu 491                                    |
| Król Munsteru              | - 453 Óengus 489                                     |
| Król Ostrogotów            | - 471 Teodoryk Wielki 526                            |
| Papież                     | - 468 Symplicjusz 483                                |
| Król Persji                | - 459 Peroz I 484                                    |
| Cesarz Rzymu               | - 474 Juliusz Nepos 475 - 475 Romulus Augustulus 476 |
| Król Wandalów              | - 428 Genzeryk 477                                   |
| Król Wizygotów             | - 466 Euryk 484                                      |

Rok 475 / CDLXXV
stulecia: IV wiek ~
V wiek ~
VI wiek

lata: 465 «
470 «
471 «
472 «
473 «
474 «
475
» 476
» 477
» 478
» 479
» 480
» 485

## Wydarzenia
Europa
- 9 stycznia – cesarz wschodniorzymski Zenon został obalony w wyniku rewolty Bazyliskusa, który ogłosił się nowym cesarzem.
- 28 sierpnia – Orestes zmusił Juliusza Neposa do ucieczki z Italii.
- 31 października – Romulus Augustulus został cesarzem rzymskim.

Data dzienna nieznana:
- Frankowie Rypuarscy zdobyli Trewir i podporządkowali sobie obszar między tym miastem a deltą Renu.
- W królestwie Wizygotów powstał Codex Euricianus.

Azja
- Koreańczycy z Koguryŏ przejęli dolinę rzeki Han-gang z rąk państwa Paekje.
- Bodhidharma przybył do Chin aby nauczać buddyzmu. (data sporna)

## Zmarli
- 27 maja – Eutropiusz z Orange, biskup